# Danmark i Europa
Danmark i Europa er en dansk dokumentarfilm fra 1962 med instruktion og manuskript af Tørk Haxthausen.

## Handling
Opkald, der skal få danskerne til at gøre deres indsats, når Danmark skal opgraderes til fremtiden. Der er også en kort gennemgang, der viser forskellighederne i det europæiske fællesmarked.